# ロシア文学
ロシア文学（ロシアぶんがく、ロシア語: Русская литература）とは、ロシアの作家によって書かれた、あるいはロシア語で書かれた文学、及びそれらの作品や作家を研究する学問のこと。一般的には、旧ソビエト連邦体制下の作家を含む。
いわゆるロシア文学が生まれたのは比較的遅く17世紀になってからであり、詩と戯曲から始まったが、間もなく非常に豊かな小説の伝統が生まれた。
続く19世紀にはアレクサンドル・プーシキン、フョードル・ドストエフスキー、ニコライ・ゴーゴリ、レフ・トルストイ、イワン・ツルゲーネフといった偉大な小説家たちが現れ、世紀の終わりには劇作家アントン・チェーホフも登場した。
20世紀に入ると、象徴主義と未来派の詩が、強力な理論活動と共に新しい文学の飛躍をもたらしたが、すぐにソ連の迫害に直面することになった。それでも20世紀にはセルゲイ・エセーニンやウラジーミル・マヤコフスキーなどのような詩人や、マクシム・ゴーリキー、ボリス・パステルナーク、ミハイル・ショーロホフ、ミハイル・ブルガーコフなどの小説家が輩出した。ヴァシリー・グロスマン、ヴァルラーム・シャラーモフ、アレクサンドル・ソルジェニーツィンらのソ連の全体主義体制を告発する作家たちは特に強くスターリンによる抑圧を被った。
ソ連の崩壊と共産主義体制の消滅により、1990年代には新しいロシア文学が徐々に生まれつつある。

## 起源

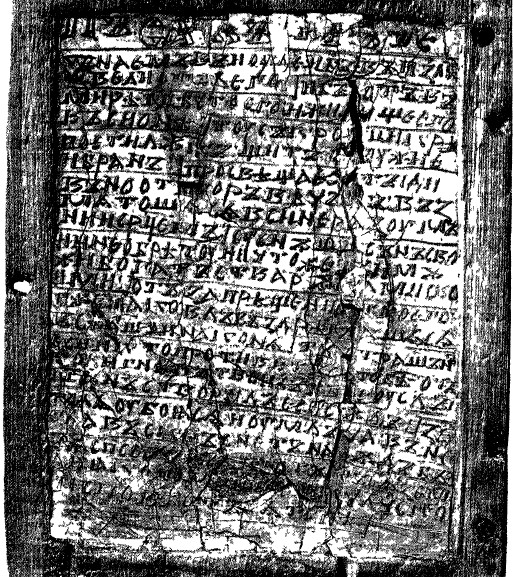
ノヴゴロド写本

西欧諸国とは異なり、ロシアには11世紀以前にはいかなる文書も存在していない――ノヴゴロド写本が最も古い文学的文書であると思われる。タタールのくびきのため、ロシアには騎士道が見られなかった。「ロシアでは人文主義、宗教改革、ルネサンスのいかなる痕跡も見出すことができない。」17世紀以前のロシアには通俗的な物語を除くと宗教的でないいかなるテクストも存在せず、18世紀にモスクワ大学が設立されるまでは大学も存在しなかった。
東西教会の分裂以降の西欧諸国における神学上および思想上の対立は、ロシアにおいてはローマとドイツからの影響の拒絶という形で現れる。トルコによる1453年のコンスタンティノープルの陥落以降、モスクワはビュザンティオンの遺産を手にしており、ロシアはより好んでビュザンティオンを拠り所とした。モスクワは第3のローマを自認し、双頭の鷲をシンボルとした。

### 「文学」という語
ステパン・チェヴィリオフ (1806-1864)によれば、「文学」を意味するLiteratura (Литература)という語は18世紀の借用語である。Slovenost (Словесность)が古来からある語で、「言葉の芸術」を意味する。書かれた芸術と、それから特に、口述による芸術である。Литератураが筆記によるもの、Словесностьが言葉によるものを指す。

### 古代ロシア文学

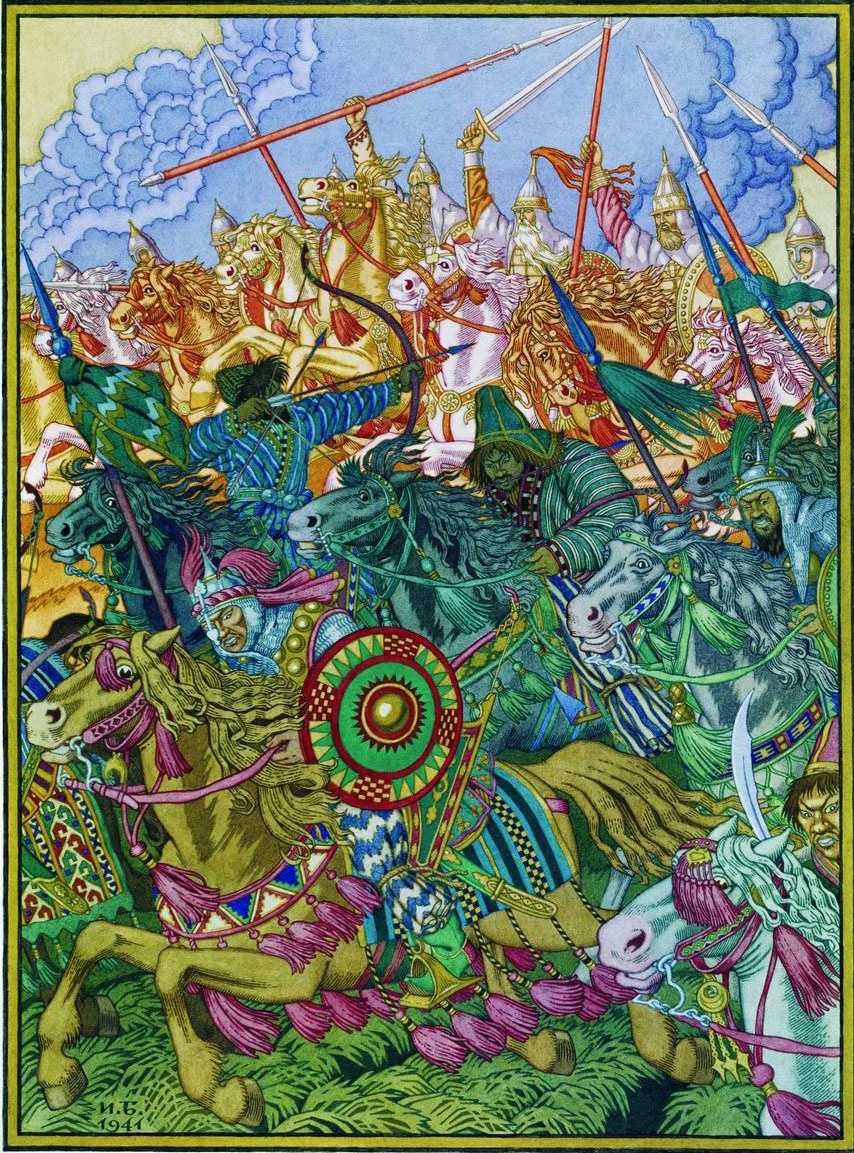
イーゴリ遠征物語

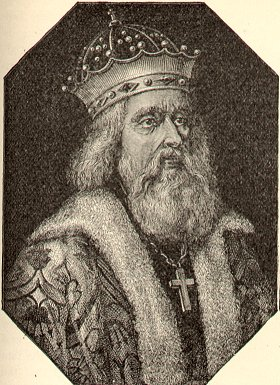
アレクサンドル・ネフスキー

古代ロシア文学は、古東スラブ語（古代教会スラヴ語とは異なる）で書かれた少数の作品から構成されている。イーゴリ遠征物語や囚人ダニールの請願などの作者不詳の作品がこれに含まれる。いわゆる「聖人伝」（жития святых, zhitiya svyatikh）は古代ロシア文学において一般的なジャンルであった。アレクサンドル・ネフスキー(Житие Александра Невского, or Zhitiye Aleksandra Nevskogo)はその著名な例である。その他に注目すべき作品としては、『ザドンシチナ』、『生理学者 (ロシア文学)』、『キエフ概要』、『3つの海のかなたへの旅』などがある。口承による叙事詩であるブィリーナでは異教とキリスト教（特に正教）の諸伝統が混淆しており、ビュザンティオン文学からの影響を感じさせる。中世ロシアにおける文学は、そのほとんどがキリスト教に根ざした人物の物語であり、南スラブの伝統がちりばめられつつも古代教会スラブ語が用いられる事が多い。口語を用いた初めての作品は、17世紀中頃に執筆されたアヴァクームの自伝である。
ジョチ・ウルスによる長きに亘るタタールのくびきの後、最初の「全ロシアのツァー」イヴァン4世(1530-1584)の治世下でモスクワ大公国を中心としてロシアの領域は統一された。イヴァンの死に際し、正統の後継者は存在しなかった。最終的に、権力はボリス・ゴドゥノフの手に落ちた。その短い治世は動乱時代(смутное время)の幕開けとなり、この時期にはクレムリでは大貴族らが次々と跡を継いだ。この政治混乱は前代未聞の飢饉と恐慌を伴ったが、文化的な観点から見れば、この混沌とした時代は豊かなものであった。ポーランド・リトアニア共和国からの刺激の下、ロシアは外部世界へと開かれた。
1613年のツァーリ選挙によりミハイル・ロマノフが選出され、長期支配となるロマノフ朝が創始され、1615には政治的不安定は終息した。17世紀末には、ミハイルの息子「最も平和な（Тишайший）」アレクセイがその跡を継いだ。数多くの改革と、正教古儀式派（「ラスコーリニキ」及びその訳語である「分離派」は蔑称）の出現がその治世の特徴となっている。2番目の妻ナタリヤ・ナルイシキナ（ピョートル1世の母）はヨーロッパの状況に強い関心があり、夫アレクセイに大きな影響を及ぼした。中でも特に西洋の演劇をロシアに導入し、常設劇団を設置した。

## 18世紀

### ロシアの近代化

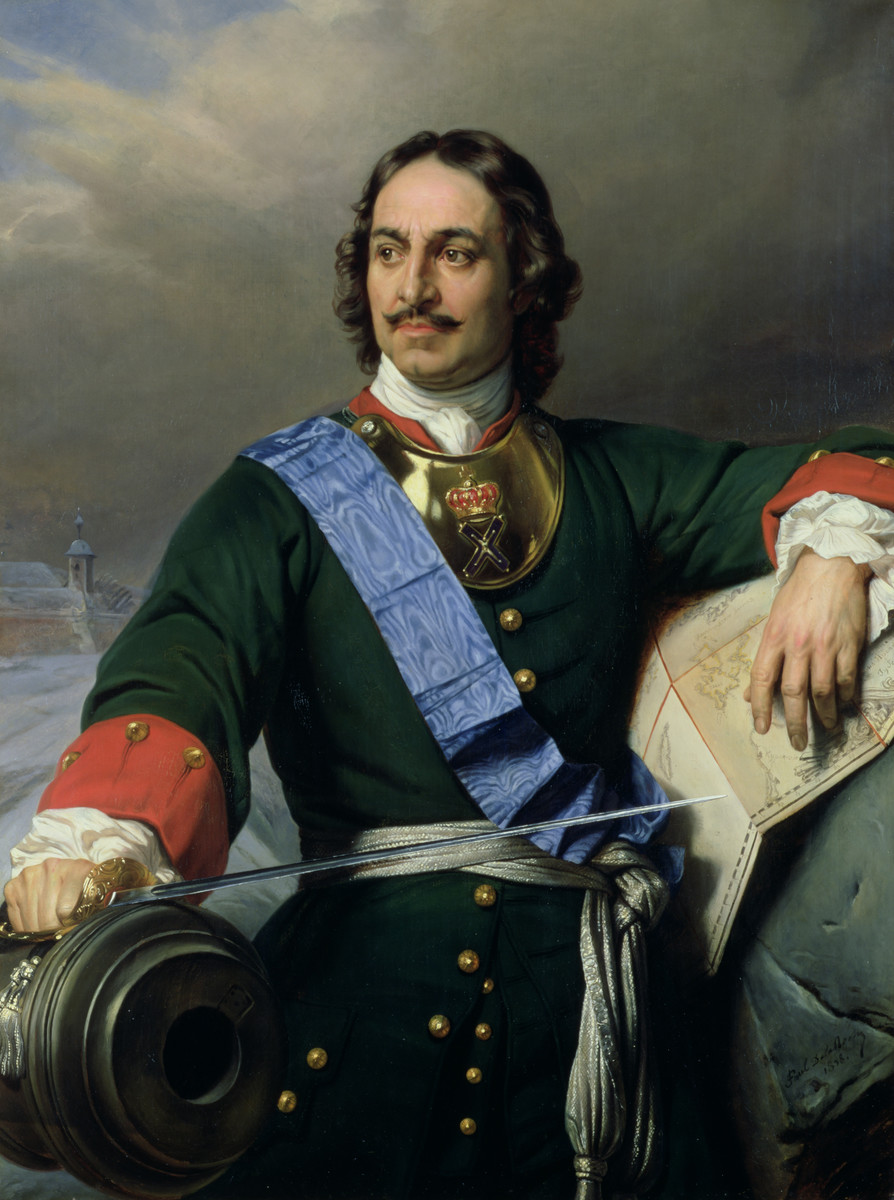
ピョートル1世

ピョートル1世の治世下 (1682-1725) で、ロシアの文化は世俗化が進み、18世紀初頭には徐々にロシア文学・絵画・音楽が形成されてくる。17世紀末には兆候が現れ始めていたが、大きな変化は18世紀初頭、1703年のサンクトペテルブルクの建設と共に具体化する。

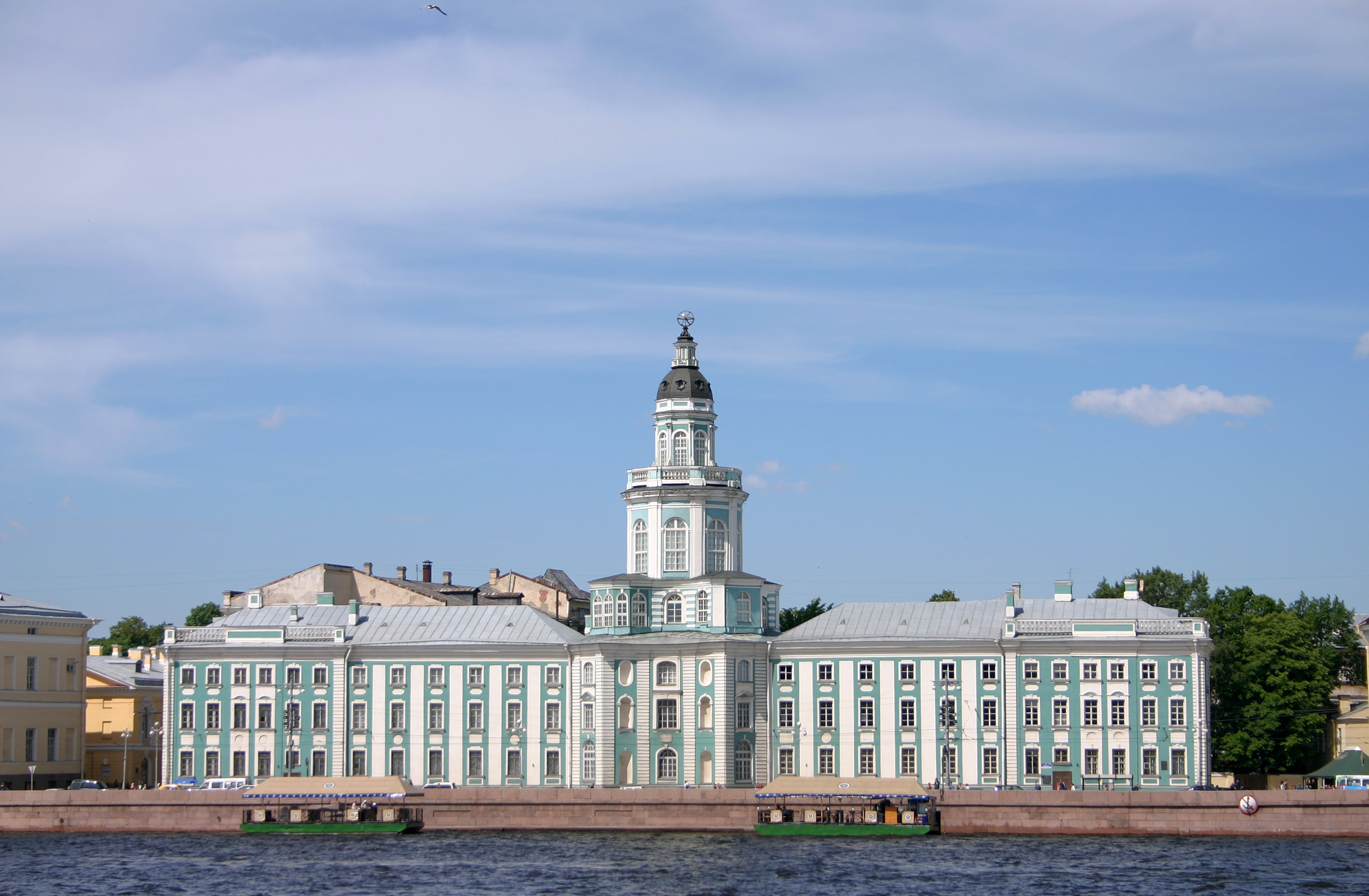
クンストカメラ

住人のほとんどが文盲という国にあって、ピョートルはロシア初の無料の新聞「ヴェドモスチ」 （「ニュース」の意）を創設した。ラテン文字アルファベットの影響を受け、ロシア語アルファベットの改革によりキリル文字が単純化された。また、多数の学校や教育機関が創設された。海事アカデミー、工科学校、モスクワ医学校、ロシア科学アカデミーに加え、ロシア初の博物館であるクンストカメラも冬宮殿の近くに創設された。
しかしながら、ピョートルは文学と芸術には深い関心は持たなかった。アカデミーや行政一般の改革に見られるように、ピョートルは結局のところ実務的な人物であった。同様に、キリル文字で印刷された最初期の書物も、軍事技術や手紙の書き方といった実用的な案内書であった。

### 文学ジャンル
ピョートルの治世下では、検閲がゆるめられた。これは本質的な変化であった。かつては極めて厳しく抑圧されていた「恋愛もの」が事実上「許可」されたのである。これらの歌は様式的な体系やイメージといった口承の伝統と、ヨーロッパ抒情詩の新しい詩法とを取り入れていた。
物語文学もまた許可された。冒険物語が出現したが、これは騎士道物語の模倣でしかなかった。物語は大概の場合、外国の小説のロシアの文脈への翻案であった。大衆的な「おはなし」の特徴も見出される。
こうした作品における主人公は、積極的・勇敢・大胆であり、西洋に惹き付けられているロシアの貴人であることが一般的であった――選良にとっての、新しい人間の理想像である。『ロシアの水兵ヴァシリ・カリオツキーとフィレンツェの美しい王女イラクリアの物語』がその一例である。冒険は外国で行われ、無数の奇跡が起きる（フィレンツェの王となり、王女と結婚するなど）。水兵が主人公として選ばれていることには一定の現代性が認められる（ロシアが海軍を持つようになったのはごく最近のことであった）。
とはいえ、18世紀は全体を通じて詩が支配的であった。アンティオコス・カンテミール、ヴァシリー・トレジャコフスキー)、ミハイル・ロモノーソフらが18世紀初頭のロシア文学の第一波を形成した。詩ではガヴリーラ・デルジャーヴィン、散文ではニコライ・カラムジンやアレクサンドル・ラジーシチェフ、演劇ではアレクサンドル・スマロコフやデニス・フォンヴィージンらがまだロシアには存在していなかった文学ジャンルをそれぞれ開拓した。

### 文学的言語への洗練

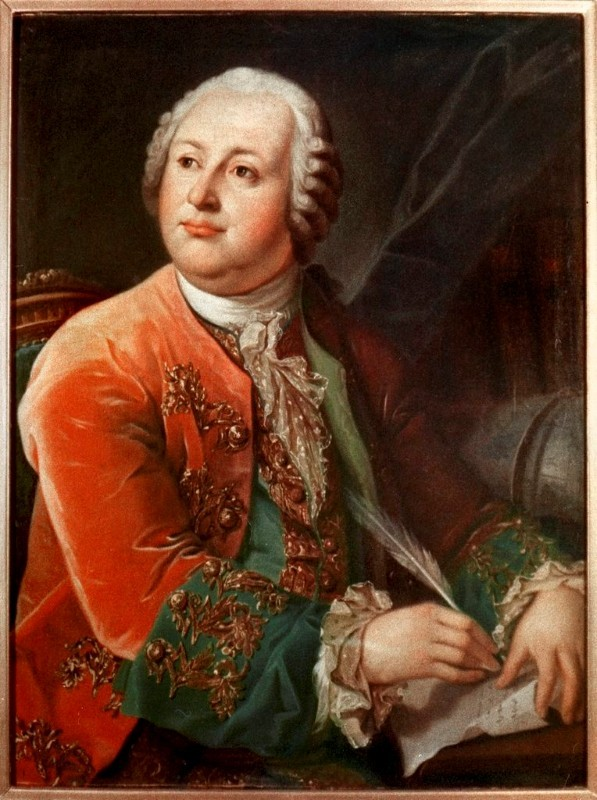
ミハイル・ロモノーソフ

18世紀には、文学的な言語として古典的なロシア語（古代教会スラヴ語）と通俗的なロシア語のどちらを用いるかで激しい論争があった時期である。1743年、モスクワ大学の創始者であるミハイル・ロモノーソフは修辞学論を著し、古代教会スラヴ語の問題を提起した。1745年には詩人ヴァシリー・トレジャコフスキーが、通俗語と古代教会スラヴ語を折衷して文学的言語を創造することを考察している。
ロモノーソフが1755年に『ロシア文法』の初版でこの解決を採用した。これはロシア語の最初の標準化であった。また、ロシア語文語は外国から数多くの専門用語を借用している――海事用語をオランダ語から、軍事用語をドイツ語から、概念的な用語をフランス語から。

### ロシア小説の誕生
思考を促すような西洋の小説が続々とロシア語に翻訳されるようになった。アントワーヌ・フランソワ・プレヴォ（ロシア初の文学論争のきっかけとなった）、マドレーヌ・ド・スキュデリ、ポール・スカロン、ル・サージュ (fr:Alain-René_Lesage) などである。
論争は大きく広がり、相異なる立場が出現した――
保守的な立場が論争の初期では優勢であった。詩人スマルコフは「小説を読むのは無用にして残念な時間の損失である」としている。ミハイル・ヘラースコフもまた「小説を読むことから利益を引き出せることはない」としている。
アベ・プレヴォなどの翻訳者であったポロチンは、ヨーロッパにおける小説は社会的な役割を担っていると反駁した。翻訳小説の成功の拡大に伴いロシア小説が出現し、大きな成功を収めることになる。
フェードル・エミン（1735-1770)は、他国出身ではあったが、ロシア語で創作した最初の小説家であった。エミンの小説は、ありふれた典型的な筋書をロシア化して組み合わせたもので、文体も凡庸なものを用いていたが、それでも生まれたばかりのロシアの大衆の期待に応え、大きな成功を収めた。『移ろう運命』(1763)に代表されるこれらの小説においては、ある種の幻想と現実の混淆、困難な恋愛、冒険譚の月並な主題といったものと並んで、当時の風習のリアルな描写も見出される。これらの小説が直接ロシア語で書かれたということが、その成功の理由の1つであった。作者はこれらの冒険の一部は自身に起きたことであるとも表明しており、これも読者を熱中させた。
作家ミハイル・チュルコフ(1743?-1793)の活動にはある種のパラドックスが反映している――チュルコフはむしろ保守的な立場であり、小説を書くことは無意味な営みであると考えていたが、エミンの用いる言葉が平俗なものであるという事実に興味を持ち、彼自身もモスクワの同時代の言葉で書いてみようとした。このことは、同時代のロシアの現実に適合した書き言葉を作り上げる必要性を明らかにした。

## 近代ロシア文学
19世紀初頭のロマン主義の出現と共に、

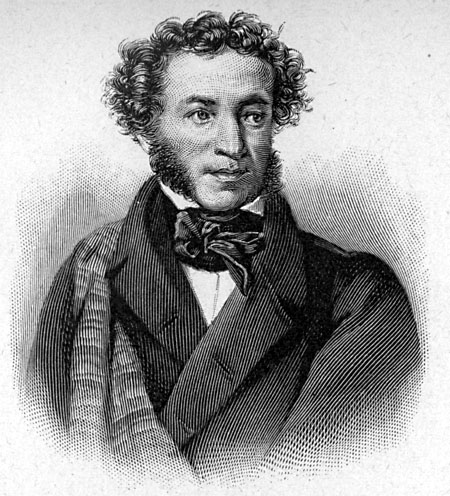
アレクサンドル・プーシキン

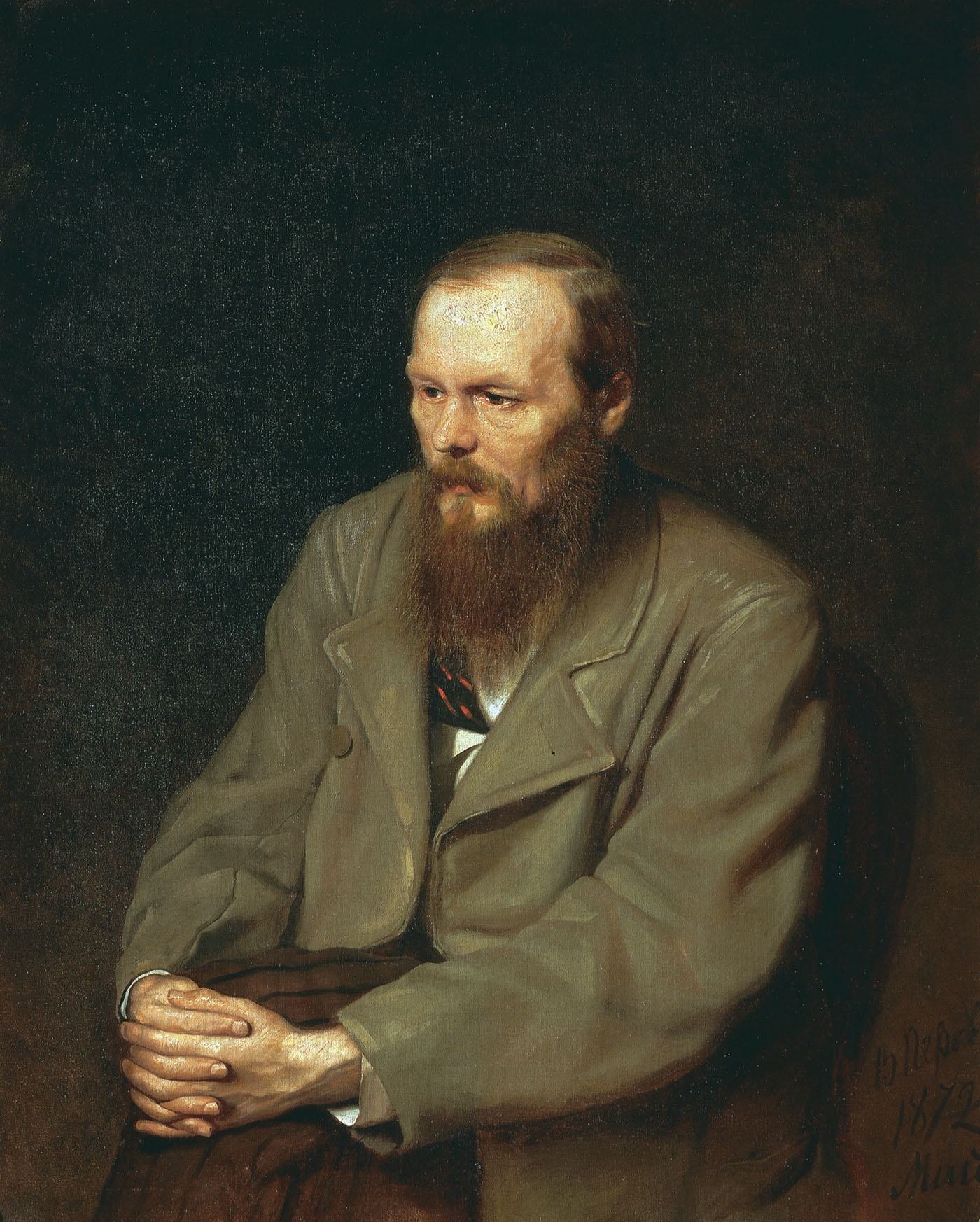
フョードル・ドストエフスキー

ヴァシーリー・ジュコーフスキー、アレクサンドル・プーシキン、ミハイル・レールモントフ、フョードル・チュッチェフらの才能ある世代が登場し、19世紀はロシア文学、とりわけ小説の最盛期となり、「ロシア文学黄金の時代」と呼ばれた。
フョードル・ドストエフスキー、ニコライ・ゴーゴリ、イワン・ゴンチャロフ、ニコライ・レスコフ、ミハイル・サルトィコフ＝シチェドリン、レフ・トルストイ、イワン・ツルゲーネフら無数の才能が出現し、全世界の文学に多大な影響を与えた。
この時代以降のロシア文学が西洋文学の影響を強く受けていることが、シュテファン・ツヴァイクの『三人の巨匠――フョードル・ドストエフスキー、オノレ・ド・バルザック、チャールズ・ディケンズ』 や、ミシェル・カドーの『東洋と西洋の間のロシア』などで示されている。
寓話作家イヴァン・クルィロフ、詩人エヴゲーニー・バラトゥインスキー、コンスタンティン・バチュシコフ、ニコライ・ネクラーソフ、アレクセイ・コンスタンチノヴィッチ・トルストイ、フョードル・チュッチェフ、アファナーシー・フェート、風刺作家グループの変名であったコズマ・プリュートコフなどにより、他の文学領域も発展を見た。アントン・チェーホフは極めて重要な戯曲作品を生み出しただけでなく、非常に短い物語という枠組み自体を作り出し、最も傑出したロシア語作家の1人となった。
なお、19世紀のロシアの上流階級ではフランス語を日常会話で使っていたため、当時書かれた小説の中にはフランス語がそのまま使われている作品もある（戦争と平和など）。

## 20世紀

### 象徴主義と未来派
20世紀初頭には、詩の領域において象徴主義、アクメイズム、ロシア未来派などの潮流が次々と出現し活発な活動が見られた。この「銀の時代」と呼ばれる時代に活動した詩人たちにはアンナ・アフマートヴァ、インノケンティー・アンネンスキー、アンドレイ・ベールイ アレクサンドル・ブローク ワレリー・ブリューソフ、マリーナ・ツヴェターエワ、セルゲイ・エセーニン、ニコライ・グミリョフ、ダニイル・ハルムス、ヴェリミール・フレーブニコフ、オシップ・マンデリシュターム、ウラジーミル・マヤコフスキー、ボリス・パステルナーク、フョードル・ソログープ、マクシミリアン・ヴォローシンなどがいる。
この時期にはまた批評と理論の活動も活発で、ロシア・フォルマリズムが発達した。

### ソビエト時代
ロシア革命の後、数多くのロシア作家たちが特にベルリン、次いでパリなどへと亡命し、それらの亡命先では「ロシア思想」誌のようなロシア語による文芸雑誌が数多く発行された。1921年には、アンナ・アフマートヴァの夫ニコライ・グミリョフが親皇帝的な活動の咎で処刑された。
しかしながら、ネップ（新経済政策）の開始と共に、多少の自由が作家に認められるようになり、亡命作家の一部は帰国を選択した。ヴィクトル・シクロフスキー、アンドレイ・ベールイ、後にはマクシム・ゴーリキーなどである。

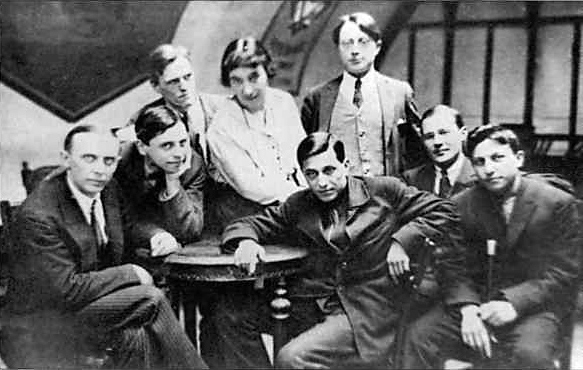
セラピオン兄弟

権力による障害や経済的な不安定さはあるにせよ、どうにか文学生活は再開された。セラピオン兄弟のようなグループやオベリウーのような運動は小説や詩の美学を刷新しようと試みた。イルフとペトロフの風刺小説やユーリイ・オレーシャの『羨望』のような若干の社会批評も市民権を獲得した。ミハイル・ショーロホフは『静かなドン』を発表し、この作品によって1965年にノーベル文学賞を受賞することとなる。
1930年代にヨシフ・スターリンが最高権力者となると、ボリシェヴィキ権力によって作家に若干の自由が与えられていた時代は終わりを告げる。公式の美学が設定された――社会主義リアリズムである。この文学的教条は単純なもので、作家の才能を体制の功績や成功を賞賛し、公式なプロパガンダを説くのに用いるというものであった。体制は文学生活と主題の方向を、政治委員アンドレイ・ジダーノフに直属するソ連作家同盟を介して組織しようとした。それでも、「文学ガゼータ」誌は若干の精神の自由を守り続けていた。
急速に、非協力的な作家たちは亡命・収監・強制労働などを余儀なくされていった。未来派の詩人ウラジーミル・マヤコフスキーとマリーナ・ツヴェターエワは自殺を選んだ。こうした抑圧は、第二次世界大戦による極めて厳しい物質的欠乏の状況とも相俟って、ロシア文壇の統一性の消滅にまで至った。文芸批評や文芸理論も同じ運命を辿った。ロマーン・ヤーコブソンはアメリカ合衆国へ亡命し、ヴィクトル・シクロフスキーとミハイル・バフチンは沈黙した。作家の一部は、検閲を逃れるために児童文学（ダニイル・ハルムス）や歴史的伝記（ユーリイ・トゥイニャーノフ）のようなジャンルを隠れ蓑とした。しかしながら、ミハイル・ブルガーコフ、ボリス・パステルナーク、アンドレイ・プラトーノフ、オシップ・マンデリシュターム、ユーリイ・オレーシャ、イサーク・バーベリ、ヴァシリー・グロスマンといった大半の作家たちは死後の出版に期待したり、サミズダート（手作りによる秘密出版）を通じて発表したりなどして時として内密に創作活動を続けていた。
ノーベル賞作家イヴァン・ブーニン、アレクサンドル・クプリーン、ウラジーミル・ナボコフら亡命作家たちは文学で生計を立てることに成功し、創造活動の自由も確保したが、その作品を母国の読者に伝える手段はサミズダートしかなかった。

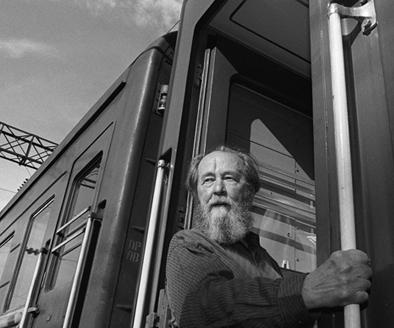
アレクサンドル・ソルジェニーツィン

スターリン時代より後のソ連では、社会主義リアリズムが唯一の公認された文学様式であることに変わりはなかったが、サミズダートで発表する作家たちは多少自由になった。特に、作家たちは創作により生計を立てられるようになり、抑圧や強制収容を以前ほどには恐れずに済むようになった。ノーベル賞作家アレクサンドル・ソルジェニーツィンやヴァルラーム・シャラーモフらによる、グラグ（強制労働収容所）に関する作品もサミズダートを介して流通しはじめた。ヴェネディクト・エロフェーエフはサミズダートを通じて出版活動を継続した。
ソ連の衰退期には、ノーベル賞受賞者ヨシフ・ブロツキーや小説家セルゲイ・ドヴラートフのような亡命ロシア人たちは西側で非常に高い評価を受けたが、その作品もソ連ではサミズダートを通じてしか知られることはなかった。
反体制作家たちの作品が正式に出版されるようになったのは1980年代後半になりペレストロイカ政策が始まって以降であった。

## 現代ロシア文学
20世紀末には、ロシア文学は難しい局面を迎える――数十年間に及ぶソ連の社会主義によって損なわれた土壌の再生の局面である。この時期に必要とされたことが2つあった。新しい才能の育成と発見および、ロシアにおける出版市場の創出である。出版社は成長のための資金を、三流の小説を売ることで獲得した。ヴィクトル・ペレーヴィンやウラジーミル・ソローキンのように頭角を現す作家は僅かであった。出版社は、共産主義時代の重苦しい作品や、サミズダートにより知られていた作品などはほとんど出版しなかった。
ロシアの出版社にとっての金の卵は、他国同様、推理小説であった。ダリヤ・ドンツォヴァの皮肉の込められた推理小説は大成功を収めた。ドンツォヴァの50に及ぶ推理小説は数百万部を売り上げ、ヨーロッパ諸語へも翻訳された。
21世紀初頭には、ロシア語出版の需要は、質と量の双方で大きく増大した。その結果、ロシアの出版界は「ロシアの悲劇四部作」で知られるエドワード・ラジンスキー等の新しい文学的才能を発掘し、報酬を与えることで顧客に作品を供給しなければならないようになった。出版社と部数は増加を続けている。
タチヤーナ・トルスタヤやリュドミラ・ウリツカヤといった一部のロシア作家たちは今では西ヨーロッパや北アメリカでも人気となっている。ボリス・アクーニンの探偵小説『エラスト・ファンドーリン』シリーズはヨーロッパや北アメリカでも刊行されている。ロシア最大の探偵小説作家アレクサンドラ・マリーニナやポリーナ・ダシコワも、その作品をヨーロッパで売ることに成功しており、特にドイツで大きな成功を収めている。
より伝統的な文学も、地方のインテリの日々の困難と喜びの物語を書くペルミの作家ニーナ・ゴルラノヴァや、チュクチのアイデンティティの問題を語るチュクチ自治管区の作家ユーリー・ルィトヘウといった遠隔地出身の作家たちの到来によって新しい飛躍を迎えている。
ドミトリー・グルホフスキーやセルゲイ・ルキヤネンコといった作家はサイエンス・フィクションで成功を収め、映画化やコンピュータゲーム化もされている。